# Simon Zenke
Simon Zenke (Kaduna, 24 dicembre 1988) è un calciatore nigeriano, attaccante dell'Illkirch Graffenstaden.

## Carriera
Ha giocato nelle massime serie dei campionati nigeriano, francese e turco.